# Barbara Hershey
Barbara Hershey, született Barbara Lynn Herzstein (Hollywood, 1948. február 5. –) Golden Globe- és Primetime Emmy-díjas amerikai színésznő.
17 évesen kezdte a színészi pályafutását, számos televíziós sorozatban és filmben játszott, különféle műfajokban a westerntől a filmvígjátékokig. Az 1980-as évekre sikerült kritikai elismerést szereznie, ekkor már a Chicago Tribune „Amerika egyik legjobb színésznőjének” nevezte.

## Élete és pályafutása
Barbara Herzstein édesapja részéről magyar és orosz zsidó felmenőkkel rendelkezik, édesanyja ír-skót felmenőkkel.
Mindig színésznő akart lenni, 1965-ben kapta első szerepét a Gidget című televíziós sorozatban. 1969-ben, a Heaven with a Gun című film forgatásán ismerkedett meg David Carradine-nel, akivel több évig élt élettársi kapcsolatban.
1972-ben Martin Scorsese első hollywoodi filmjében, a Boxcar Bertha – A lázadók ökle című alkotásban kapott főszerepet. 1988-ban játszott újra Scorsese-alkotásban, Mária Magdolnát alakította a Krisztus utolsó megkísértésében. Alakításáért Golden Globe-díjra jelölték legjobb női mellékszereplő kategóriában.
Az 1970-es években kétségbeesetten próbált megszabadulni Carradine árnyékától és a személyére ragasztott hippi jelzőtől. Ebben az időszakban felejthető televíziós filmekben játszott.
1980-ban A kaszkadőr című filmmel tért vissza a filmvászonra, a rendező küzdött azért a producerekkel, hogy a színésznő szerepelhessen a projektben. Hershey számára fordulópontot is jelentett a film, innentől már nem lányokat, hanem nőket alakított. 1986-ban szerepet kapott Woody Allen Hannah és nővérei című filmjében, melyért BAFTA-díjra jelölték.
1990-ben Primetime Emmy-díjat kapott az A Killing in a Small Town című tévéfilmben nyújtott alakításáért. A film valós eseményeken alapult, Betty Gore brutális meggyilkolását dolgozta fel, akinek gyilkosát felmentette a bíróság.
Számos tévéfilm után a televíziós sorozatok felé fordult, szerepelt a Texasi krónikák című minisorozatban, és a Chicago Hope Kórházban is.
Az 1996-os Egy hölgy arcképe című filmben nyújtott alakításáért Oscar-díjra jelölték.
A 2000-es évek elején thrillerfilmekben játszott, például a 11:14-ben Rachael Leigh Cook, Patrick Swayze, Hilary Swank és Colin Hanks oldalán.
2010-ben a Fekete hattyú című filmben Natalie Portmannel és Mila Kunisszal játszott együtt.

## Filmográfia

### Film
| Év   | Magyar cím                                              | Eredeti cím                                                   | Szerep                          | Magyar hang        |
| ---- | ------------------------------------------------------- | ------------------------------------------------------------- | ------------------------------- | ------------------ |
| 1968 | Két özvegy, egy pár                                     | With Six You Get Eggroll                                      | Stacey Iverson                  |                    |
| 1969 |                                                         | Heaven with a Gun                                             | Leloopa                         |                    |
| 1969 | Az utolsó nyár                                          | Last Summer                                                   | Sandy                           |                    |
| 1970 | L. B. Jones felszabadítása                              | The Liberation of L.B. Jones                                  | Nella Mundine                   | Bárány Virág       |
| 1970 | A gyerekgyáros                                          | The Baby Maker                                                | Tish Gray                       |                    |
| 1971 |                                                         | The Pursuit of Happiness                                      | Jane Kauffman                   |                    |
| 1972 |                                                         | Dealing: Or the Berkeley-to-Boston Forty-Brick Lost-Bag Blues | Susan                           |                    |
| 1972 | Boxcar Bertha – A lázadók ökle                          | Boxcar Bertha                                                 | Boxcar Bertha                   | Bertalan Ágnes     |
| 1973 |                                                         | Love Comes Quietly                                            | Angela                          |                    |
| 1974 | Te és én                                                | You and Me                                                    | pincérnő                        | Kisfalvi Krisztina |
| 1974 |                                                         | The Crazy World of Julius Vrooder                             | Zanni                           |                    |
| 1975 | Gyémántok                                               | Diamonds                                                      | Sally                           | Orosz Helga        |
| 1976 | Az utolsó keményfiúk                                    | The Last Hard Men                                             | Susan Burgade                   |                    |
| 1976 |                                                         | Trial by Combat                                               | Marion Evans                    |                    |
| 1980 | A kaszkadőr                                             | The Stunt Man                                                 | Nina Franklin                   | Kovács Nóra        |
| 1980 | A kaszkadőr                                             | The Stunt Man                                                 | Nina Franklin                   | Györgyi Anna       |
| 1981 |                                                         | Americana                                                     | Jess lánya                      |                    |
| 1981 | Ennyit az állásomról                                    | Take This Job and Shove It                                    | J.M. Halstead                   | Prókai Annamária   |
| 1982 | Lélekvesztő                                             | The Entity                                                    | Carla Moran                     | Kovács Nóra        |
| 1983 | Az igazak                                               | The Right Stuff                                               | Glennis Yeager                  | Virághalmy Judit   |
| 1984 | Őstehetség                                              | The Natural                                                   | Harriet Bird                    | Szirtes Ági        |
| 1986 | Hannah és nővérei                                       | Hannah and Her Sisters                                        | Lee                             | Kovács Nóra        |
| 1986 | Hannah és nővérei                                       | Hannah and Her Sisters                                        | Lee                             | Kéri Kitty         |
| 1986 | A legjobb dobás                                         | Hoosiers                                                      | Myra Fleener                    | Andresz Kati       |
| 1987 | Bádogemberek                                            | Tin Men                                                       | Nora Tilley                     | Csonka Anikó       |
| 1987 | Félénk emberek                                          | Shy People                                                    | Ruth                            | Győry Franciska    |
| 1987 | Félénk emberek                                          | Shy People                                                    | Ruth                            | Császár Angela     |
| 1988 | Elválasztott világ                                      | A World Apart                                                 | Diana Roth                      | Hámori Ildikó      |
| 1988 | Krisztus utolsó megkísértése                            | The Last Temptation of Christ                                 | Mária Magdolna                  | Kovács Nóra        |
| 1988 | Barátnők                                                | Beaches                                                       | Hillary Whitney Essex           | Kovács Nóra        |
| 1990 | Júlia néni és a tollnok – avagy mindennap új folytatás! | Tune in Tomorrow                                              | Júlia néni                      | Andresz Kati       |
| 1991 | Veszettség                                              | Paris Trout                                                   | Hanna Trout                     | Györgyi Anna       |
| 1991 | A jog hálójában                                         | Defenseless                                                   | Thelma "T.K." Knudsen Katwuller |                    |
| 1992 | Gyilkosság villanófényben                               | The Public Eye                                                | Kay Levitz                      | Andresz Kati       |
| 1993 | Összeomlás                                              | Falling Down                                                  | Elizabeth "Beth" Travino        | Csere Ágnes        |
| 1993 | Szving mindhalálig                                      | Swing Kids                                                    | Frau Müller                     | Kútvölgyi Erzsébet |
| 1993 | Lökött örökösök                                         | Splitting Heirs                                               | Lucinda bárónő                  | Andresz Kati       |
| 1993 | Veszélyes nő                                            | A Dangerous Woman                                             | Frances                         | Andresz Kati       |
| 1995 |                                                         | Last of the Dogmen                                            | Prof. Lillian Diane Sloan       |                    |
| 1996 | Julie De Marco                                          | The Pallbearer                                                | Ruth Abernathy                  | Kovács Nóra        |
| 1996 | Egy hölgy arcképe                                       | The Portrait of a Lady                                        | Madame Serena Merle             | Igó Éva            |
| 1998 |                                                         | Frogs for Snakes                                              | Eva Santana                     |                    |
| 1998 | Író és hős                                              | A Soldier's Daughter Never Cries                              | Marcella Willis                 | Kovács Nóra        |
| 1999 | Bajnokok reggelije                                      | Breakfast of Champions                                        | Celia Hoover                    | Kéri Kitty         |
| 1999 | Szenvedély                                              | Passion                                                       | Rose Grainger                   | Fehér Anna         |
| 1999 |                                                         | Drowning on Dry Land                                          | Kate                            |                    |
| 2001 | Lantana – A szövevény                                   | Lantana                                                       | Dr. Valerie Somers              | Bertalan Ágnes     |
| 2003 | 11:14                                                   | 11:14                                                         | Norma                           | Koffler Gizi       |
| 2004 | A golyó                                                 | Riding the Bullet                                             | Jean Parker                     | Tóth Ildikó        |
| 2007 | Szárnyatlan szállj                                      | The Bird Can’t Fly                                            | Melody                          |                    |
| 2007 |                                                         | Love Comes Lately                                             | Rosalie                         |                    |
| 2008 |                                                         | Nick Nolte: No Exit (dokumentumfilm)                          | önmaga                          |                    |
| 2008 |                                                         | Uncross the Stars                                             | Hilda                           |                    |
| 2008 |                                                         | Childless                                                     | Natalie                         |                    |
| 2009 | Albert Schweitzer – Egy élet Afrikáért                  | Albert Schweitzer                                             | Helene Schweitzer               | Kovács Nóra        |
| 2010 | Fekete hattyú                                           | Black Swan                                                    | Erica Sayers                    | Bánsági Ildikó     |
| 2010 | Insidious – A testen kívüli                             | Insidious                                                     | Lorraine Lambert                | Kovács Nóra        |
| 2011 |                                                         | Answers to Nothing                                            | Marilyn                         |                    |
| 2013 | Insidious – A gonosz háza                               | Insidious: Chapter 2                                          | Lorraine Lambert                | Borbás Gabi        |
| 2014 |                                                         | Sister                                                        | Susan Presser                   |                    |
| 2016 | Louis Drax kilencedik élete                             | The 9th Life of Louis Drax                                    | Violet                          |                    |
| 2018 | Insidious – Az utolsó kulcs                             | Insidious: The Last Key                                       | Lorraine Lambert                | Borbás Gabi        |
| 2021 | A kúria                                                 | The Manor                                                     | Judith Albright                 |                    |
| 2022 |                                                         | 9 Bullets                                                     | Lacey                           |                    |
| 2023 |                                                         | Strange Darling                                               | Genevieve                       |                    |

### Televízió

#### Tévéfilm
| Év   | Magyar cím                           | Eredeti cím                                       | Szerep                   | Magyar hang        |
| ---- | ------------------------------------ | ------------------------------------------------- | ------------------------ | ------------------ |
| 1976 | Árvíz                                | Flood!                                            | Mary Cutler              |                    |
| 1977 |                                      | In the Glitter Palace                             | Ellen Lange              |                    |
| 1977 |                                      | Just a Little Inconvenience                       | Nikki Klausing           |                    |
| 1977 |                                      | Sunshine Christmas                                | Cody Blanks              |                    |
| 1979 | Fedőneve: Rettenthetetlen            | A Man Called Intrepid                             | Madelaine                |                    |
| 1980 |                                      | Angel on My Shoulder                              | Julie                    |                    |
| 1985 | Bűnös útjaim – Errol Flynn legendája | My Wicked, Wicked Ways: The Legend of Errol Flynn | Lili Damita              | Győry Franciska    |
| 1986 | Golgotavirág                         | Passion Flower                                    | Julia Gaitland           |                    |
| 1990 |                                      | A Killing in a Small Town                         | Candy Morrison           |                    |
| 1991 | Veszettség                           | Paris Trout                                       | Hanna Trout              | Györgyi Anna       |
| 1992 |                                      | Stay the Night                                    | Jimmie Sue Finger        |                    |
| 1993 | Ábrahám                              | Abraham                                           | Sára                     | Menszátor Magdolna |
| 1998 |                                      | The Staircase                                     | Madalyn tisztelendő anya |                    |
| 2003 | Életre éhezve                        | Hunger Point                                      | Marsha Hunger            |                    |
| 2003 | A Ted Bundy sztori                   | The Stranger Beside Me                            | Ann Rule                 |                    |
| 2004 |                                      | Paradise                                          | Elizabeth Paradise       |                    |
| 2008 | Anna – Az új kezdet                  | Anne of Green Gables: A New Beginning             | idősebb Anne Shirley     | Császár Angela     |
| 2012 | Hamis vád                            | Left to Die                                       | Sandra Chase             | Kovács Nóra        |

#### Sorozat
| Év        | Magyar cím                    | Eredeti cím                            | Szerep                    | Megjegyzések                               |
| --------- | ----------------------------- | -------------------------------------- | ------------------------- | ------------------------------------------ |
| 1965–1966 |                               | Gidget                                 | Karen / Ellen             | 3 epizód                                   |
| 1966      |                               | The Farmer's Daughter                  | Lucy                      | 2 epizód                                   |
| 1966      |                               | Bob Hope Presents the Chrysler Theatre | Casey Holloway            | 1 epizód                                   |
| 1966–1967 |                               | The Monroes                            | Kathy Monroe              | 26 epizód                                  |
| 1967      |                               | Daniel Boone                           | Dinah Hubbard             | 1 epizód                                   |
| 1968      |                               | Run for Your Life                      | Saro-Jane                 | 1 epizód                                   |
| 1968      |                               | The Invaders                           | Beth Ferguson             | 1 epizód                                   |
| 1968      |                               | The High Chaparral                     | Moonfire                  | 1 epizód                                   |
| 1970      |                               | Insight                                | Judy                      | 1 epizód                                   |
| 1973      |                               | Love Story                             | Farrell Edwards           | 1 epizód                                   |
| 1974      | Kung Fu                       | Kung Fu                                | Nan Chi                   | 2 epizód                                   |
| 1980      | Most és mindörökké            | From Here to Eternity                  | Karen Holmes              | 1 epizód                                   |
| 1982      |                               | American Playhouse                     | Lenore                    | 1 epizód                                   |
| 1983      |                               | Faerie Tale Theatre                    | The Maid                  | 1 epizód                                   |
| 1985      | Alfred Hitchcock bemutatja    | Alfred Hitchcock Presents              | Jessie Dean               | 1 epizód                                   |
| 1993      | Texasi krónikák – A vad vidék | Return to Lonesome Dove                | Clara Allen               | 3 epizód                                   |
| 1999–2000 | Chicago Hope Kórház           | Chicago Hope                           | Dr. Francesca Alberghetti | 22 epizód                                  |
| 2002      |                               | Daniel Deronda                         | Maria Alcharisi grófnő    | 1 epizód                                   |
| 2004–2005 |                               | The Mountain                           | Gennie Carver             | 13 epizód                                  |
| 2010      | Poirot                        | Agatha Christie's Poirot               | Caroline Hubbard          | 1 epizód                                   |
| 2012–2016 | Egyszer volt, hol nem volt    | Once Upon a Time                       | Cora Mills                | 15 epizód                                  |
| 2014      |                               | Once Upon a Time in Wonderland         | Cora Mills                | 1 epizód                                   |
| 2016      | Damien: A sátán kegyeltje     | Damien                                 | Ann Rutledge              | - 10 epizód - magyar hangja: - Kovács Nóra |
| 2018      | X-akták                       | The X-Files                            | Erika Price               | 3 epizód                                   |
| 2020      |                               | Paradise Lost                          | Byrd Forsythe             | 10 epizód                                  |
| 2023      |                               | Beacon 23                              | Sophie                    | 2 epizód                                   |

## Fordítás
- Ez a szócikk részben vagy egészben  a   Barbara Hershey című angol Wikipédia-szócikk fordításán alapul.  Az eredeti cikk szerkesztőit annak laptörténete sorolja fel. Ez a jelzés csupán a megfogalmazás eredetét és a szerzői jogokat jelzi, nem szolgál a cikkben szereplő információk forrásmegjelöléseként.